# إدغار هورن
إدغار هورن (بالإنجليزية: Sir Edgar Horne, 1st Baronet)‏ هو سياسي بريطاني (وحمل سابقاً جنسية المملكة المتحدة لبريطانيا العظمى وأيرلندا)، ولد في 21 يناير 1856، وتوفي في 26 سبتمبر 1941. في الانتخابات العمومية البريطانية في يناير 1910 ‏، انتخب عضو برلمان المملكة المتحدة الـ29 عن دائرة غيلدفورد (15 يناير 1910 – 28 نوفمبر 1910) وفي الانتخابات العمومية البريطانية في ديسمبر 1910 ‏، انتخب عضو برلمان المملكة المتحدة الـ30 عن دائرة غيلدفورد (3 ديسمبر 1910 – 25 نوفمبر 1918) وفي الانتخابات العمومية البريطانية 1918 ‏، انتخب عضو برلمان المملكة المتحدة الـ31 عن دائرة غيلدفورد (14 ديسمبر 1918 – 26 أكتوبر 1922).